# Ñemby
Ñemby ist eine Stadt im paraguayischen Departamento Central mit 135.300 Einwohnern (2018). Sie ist Teil der Metropolregion der Landeshauptstadt Asunción. Sie erstreckt sich um einen Hügel von 176 m Höhe – ein Tertiär-Vulkan mit Aussichtspunkt. Der Ortsname bedeutet Grenze auf Guaraní.

## Geschichte
Im Jahr 1718 gründeten spanische Siedler die Kirche San Lorenzo. Der Ort hatte damals 2.187 Einwohner. Am 2. August 1899 wurde aus dem Ort, der damals noch San Lorenzo de la Frontera hieß, eine Verwaltungseinheit geschaffen. Am 25. Juli 1984 wurde er zu einer Stadt der ersten Kategorie erhoben.

## Wirtschaft
Im Ort wurde seit 1961 Bergbau betrieben. Viele Einwohner mussten ihre Häuser verlassen, die ständigen Explosionen verursachten Schäden an vielen Gebäuden der Stadt. Nach langjährigen Protesten der Bewohner wurde der Bergbau im Jahr 2017 eingestellt. Er hinterließ ein 12 Hektar großes Loch.